# Alessandro Malaspina
Alessandro Malaspina (Alexandro i Alejandro) (ur. 5 listopada 1754, zm. 9 kwietnia 1810) – włoski szlachcic, przez większość życia pełnił służbę oficera hiszpańskiej marynarki wojennej. Jako członek Hiszpańskiej Komisji Królewskiej uczestniczył w latach 1786–1788 w wyprawie dookoła świata, a następnie w latach 1789–1794 w naukowej ekspedycji na Ocean Spokojny, mającej na celu poszukiwanie nowych lądów i mapowanie zachodniego wybrzeża obu Ameryk – od przylądka Horn po zatokę Alaska oraz obszar od wyspy Guam i Filipiny, po Nową Zelandię i wyspy Tonga.

## Wczesne życie
Alessandro Malaspina urodził się w Mulazzo w małym księstwie, wówczas części Wielkiego Księstwa Toskanii, rządzonego przez jego rodziców – markiza Carla Morello i Caterinę Meli Lupi di Soragna. W latach 1765–1773 studiował na Collegio Clementino w Rzymie. W 1773 roku został przyjęty do Zakonu Maltańskiego i spędził rok na Malcie, ucząc się podstaw żeglugi.

## Służba królewska
W 1774 roku wstąpił do Hiszpańskiej Marynarki Królewskiej, gdzie otrzymał stopień guardiamarina.
W latach 1774–1786 brał udział w wielu bitwach morskich i bardzo szybko awansował. W styczniu 1775 roku, na pokładzie fregaty Santa Teresa, wziął udział w ekspedycji ratowniczej miasta Melilla obleganego przez Marokańczyków. Po wyprawie został awansowany na stopień chorążego fregaty. W lipcu 1775 roku uczestniczył w oblężeniu Algieru. Rok później uzyskał stopień chorążego.
Pomiędzy 1777 a 1779 rokiem, na pokładzie fregaty Astrea, Malaspina odbył podróż na Filipiny i z powrotem, okrążając dwukrotnie Przylądek Dobrej Nadziei. Podczas rejsu otrzymał awans na stopień porucznika.
W styczniu 1780 roku uczestniczył w bitwie pod Cape Santa Maria i wkrótce potem został awansowany ponownie do stopnia porucznika. Dwa lata później uczestniczył w wielkim oblężeniu Gibraltaru. W grudniu tego samego roku na pokładzie San Justo uczestniczył w walkach w Cape Espartel i został awansowany na kapitana.
W 1782 roku został oskarżony przez hiszpańską inkwizycję o herezję, lecz nie został zatrzymany.
Od marca 1783 do lipca 1784, już jako drugi kapitan, uczestniczył na fregacie Asunción w drugim rejsie na Filipiny, płynąc tą samą drogą co wcześniej. W 1785 roku został mianowany porucznikiem w Kompanii Handlowej Guardiamarinas Kadyks. Od września 1786 do maja 1788 Malaspina trudnił się handlem z ramienia Królewskiej Kampanii Filipińskiej. Po raz pierwszy podróż na Filipiny odbył w jedną stronę tradycyjną trasą. Powrót nastąpił przez przylądek Horn.

## Ekspedycja w latach 1789–1794
We wrześniu 1788 roku Malaspina związał się z José de Bustamante y Guerra, z którym wspólnie postanowił zorganizować wyprawę naukowo-polityczną, mającą na celu odwiedzenie prawie wszystkich hiszpańskich posiadłości w Ameryce i Azji. Król Hiszpanii Karol III zaaprobował wyprawę.
Do celów wyprawy postanowiono zbudować dwa nowe statki – korwety. Zadania tego podjęła się stocznia w La Carraca i budowniczy statków Tomas Muñoz. Statki otrzymały nazwy Descubierta i Atrevida na cześć wypraw Jamesa Cooka. Statki miały wyporność 306 ton, 36 metrów długości, zostały zwodowane 8 kwietnia 1789 roku.
Ekspedycja wypłynęła z Kadyksu 30 lipca 1789 roku. Do wyprawy w 1790 roku dołączył czeski geograf Tadeáš Haenke, który przeszedł przez Amerykę Południową z Montevideo do Santiago, gdzie dołączył do wyprawy. Malaspinie towarzyszyło wielu innych naukowców, którzy podczas całej wyprawy zebrali więcej danych niż wyprawa naukowa Cooka, jednakże przez polityczne zmiany w Hiszpanii Alessandro Malaspina został osadzony w więzieniu, a relacje i materiały z wyprawy zostały skonfiskowane i nie opublikowane aż do końca XX wieku.

### Trasa wyprawy

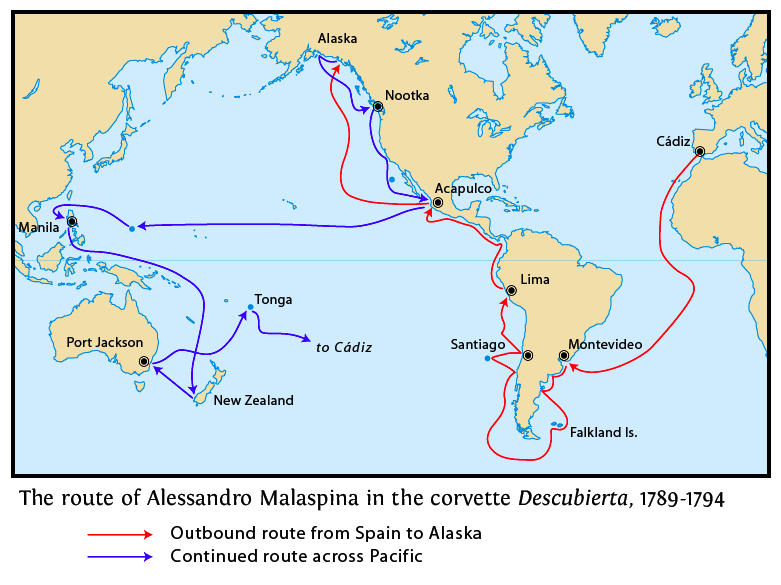
Trasa wyprawy Alessandro Malaspina

Ekspedycja na pierwszy postój zatrzymała się w Montevideo i Buenos Aires, gdzie śledziła sytuację polityczną w Wicekrólestwie Rio de la Plata. Następnie opłynęła przylądek Horn i zatrzymała się w Talcahuano, w porcie Concepción, w dzisiejszym Chile i ponownie w Valparaíso (porcie miasta Santiago). Kolejnym etapem ekspedycji był archipelag Juan Fernández. Celem kursu była chęć wyjaśnienia sprzecznych informacji o jego położeniu. Następnie ekspedycja popłynęła na północ, kartując wybrzeże Ameryki, aż dotarła do Acapulco w Meksyku. Tam grupa oficerów została wysłana w celu zbadania sytuacji politycznej w Wicekrólestwie Nowej Hiszpanii. Z Meksyku Malaspina chciał popłynąć na Hawaje i Kamczatkę, lecz zamiast tego pożeglował bezpośrednio do portu na Alasce, gdzie zbadał zachodnie wybrzeże aż do Prince William Sound w zatoce Alaska.
W zatoce Yakutat członkowie wyprawy nawiązali kontakt z północnoamerykańskim plemieniem Tlingit. Hiszpańscy uczeni przeprowadzili badania etnograficzne, zebrali wiele informacji na temat tego plemienia, jego obyczajów, języka, gospodarki, zwyczajów wojennych i obrzędów pogrzebowych. Artyści obecni w wyprawie wykonali portrety członków plemienia i utrwalili sceny z jego życia codziennego. Lodowiec znajdujący się nad zatoką Yakutat Icy u podnóża Góry Świętego Eliasza został nazwany imieniem dowódcy wyprawy Malaspina. Botanik Luis Nee, członek wyprawy, zebrał i opisał wiele nowych gatunków flory i fauny.
Kolejnym przystankiem wyprawy była hiszpańska przystań i fort Świętego Michała na wyspie w fiordzie Nootka u brzegów wyspy Vancouver. Tam Alessandro Malaspina podjął się poprawy stosunków między hiszpańskimi władzami a miejscową ludnością Nuu-chah-nulth.
W 1792 ekspedycja powróciła do Meksyku, gdzie dokonano bardziej szczegółowych badań Cieśniny Juana de Fuca i Strait of Georgia. W tym samym roku wyprawa wypłynęła z Meksyku na Ocean Spokojny w stronę Azji. Pierwszym postojem były wyspy Guam, a następnie Filipiny, gdzie badacze spędzili kilka miesięcy, głównie w Manili. W tym samym czasie Malaspina wysłał Bustamante do Makau w Chinach. Po powrocie skierowano się do Nowej Zelandii, gdzie wykonano mapowania wybrzeży i pomiary głębokościowe. Zawinięto do zatoki Port Jackson w Australii, gdzie leży obecnie Sydney.
Powrót wyprawy nastąpił wschodnią częścią Oceanu Spokojnego; po drodze ekspedycja zatrzymała się na miesiąc na wyspie Vavaʻu należącej do archipelagu Tonga. Stamtąd odpłynęła do Callao (Peru), a następnie Talcahuanco (Chile), gdzie przeprowadziła badania fiordów południowego wybrzeża Chile, a następnie okrążyła przylądek Horn i skierowała się w kierunku Montevideo. Po drodze zbadała Falklandy i wybrzeża Patagonii.
Z Montevideo ekspedycja Malaspina popłynęła przez Ocean Atlantycki do Hiszpanii, osiągając port w Kadyksie 21 września 1794 roku. Wyprawa spędziła na morzu 62 miesiące.

## Aresztowanie i zesłanie polityczne
W grudniu 1794 roku Malaspina spotkał się z królem Karolem IV i premierem Manuelem de Godoy. Rok później otrzymał awans na brygadiera floty.
Po wyprawie i badaniach przeprowadzonych w hiszpańskich posiadłościach Malaspina wysuwał propozycje przyznania koloniom niepodległości i zawiązania konfederacji państw zajmujących się międzynarodowym handlem. Pomysł ten, głównie z powodu wybuchu rewolucji francuskiej, spotkał się ze sprzeciwem dworu królewskiego, w rezultacie czego działania badacza uznano za wrogie i 23 listopada Malaspina został aresztowany pod zarzutem spisku przeciw państwu. 20 kwietnia 1796 roku został pozbawiony rangi i osadzony w twierdzy San Antón w A Coruña (Galicja). Przebywał w więzieniu od 1796 do 1802 roku. Podczas pobytu w odosobnieniu napisał szereg esejów na temat estetyki, ekonomii i krytyki literackiej. Jego relacje z ekspedycji pozostały w archiwach królewskich, gdzie z czasem znaczna jego część zaginęła lub trafiła do prywatnych kolekcji, m.in. Aleksandra von Humboldta.
Pod koniec 1802 roku został uwolniony, lecz musiał opuścić Hiszpanię. Wyjechał do rodzinnego Mulazzo przez port w Genui i osiadł w pobliskiej Pontremoli.

## Życie we Włoszech
W Pontremoli Alessandro Malaspina skupił się na lokalnej polityce. W grudniu 1803 roku zorganizował kwarantannę pomiędzy Republiką Włoską a Królestwem Etrurii związaną z wybuchem żółtej febry w Livorno. W 1805 roku otrzymał z rąk królowej Etrurii tytuł radcy Rady Stanu Królestwa Włoch. Wkrótce potem został przyjęty do Towarzystwa Columban we Florencji.
W 1807 roku zachorował na nieuleczalną chorobę, na którą zmarł w Pontremoli 9 kwietnia 1810 roku.
Jego imieniem nazwano:
- Lodowiec Malaspina znajdujący się nad zatoką Yakutat Icy u podnóża Góry Świętego Eliasza
- Cieśninę Malaspina (Malaspina Strait) znajdującą się w Zatoce Georgia przy kanadyjskiej prowincji Kolumbia Brytyjska.
- Park w prowincji Kolumbii Brytyjskiej (Malaspina Provincial Park).
- okręt podwodny „Alessandro Malaspina”(inne języki)